# Native North-American Child: An Odyssey
Native North-American Child: An Odyssey es el tercer álbum recopilatorio de la cantautora estadounidense Buffy Sainte-Marie. Fue publicado en agosto de 1974 a través del sello discográfico Vanguard Records.

## Contenido
El álbum incluye material de Sainte-Marie de sus primeros 8 álbumes de estudio lanzados por Vanguard Records, excluyendo material de su noveno y último álbum para el sello, Quiet Places (1973). Native North American Child incluye «He's an Indian Cowboy in the Rodeo», la única canción de la recopilación que logró posicionarse en la lista de sencillos estadounidenses. Su herencia nativa la llevó a explorar ese tema en canciones como «My Country 'Tis of Thy People You're Dying», «Now That the Buffalo's Gone», «He's an Indian Cowboy in the Rodeo», y la canción que da nombre al álbum. El álbum también incluye dos canciones inéditas: «Isketayo Sewow (Cree Call)» y «Way, Way, Way».

## Recepción de la crítica
Un escritor no especificado de la revista Cash Box declaró: “Buffy ha escrito algunas de las mejores baladas folklóricas del género y, aunque ahora se concentra en un sonido diferente, todavía aparece en este LP como una maestra de ese estilo anterior”.

## Lista de canciones
Todos las canciones escritas y compuestas por Buffy Sainte-Marie. 
Lado uno
1. «Now That the Buffalo's Gone» – 2:42
2. «Isketayo Sewow (Cree Call)» – 1:21
3. «He's an Indian Cowboy in the Rodeo» – 1:59
4. «Poppies» – 2:58
5. «It's My Way» – 3:32
6. «Moonshot» – 3:41

Lado dos
1. «Soldier Blue» – 3:24
2. «Way, Way, Way» – 1:41
3. «The Piney Wood Hills» – 3:04
4. «My Country 'Tis of Thy People You're Dying» – 6:45
5. «Native North American Child» – 2:11
6. «Little Wheel Spin and Spin» – 2:25

## Créditos y personal
Créditos adaptados desde las notas de álbum de Native North-American Child: An Odyssey.
Personal técnico
- Elmer Gordon – productor (1, 5)
- Maynard Solomon – productor (2, 4, 8–10, 12)
- Bob Lurie – productor (9)
- Buffy Sainte-Marie – productora (3, 6, 7, 11)
- Norbert Putnam – productor (3, 6, 11)